# Ignacy Koschembahr-Łyskowski

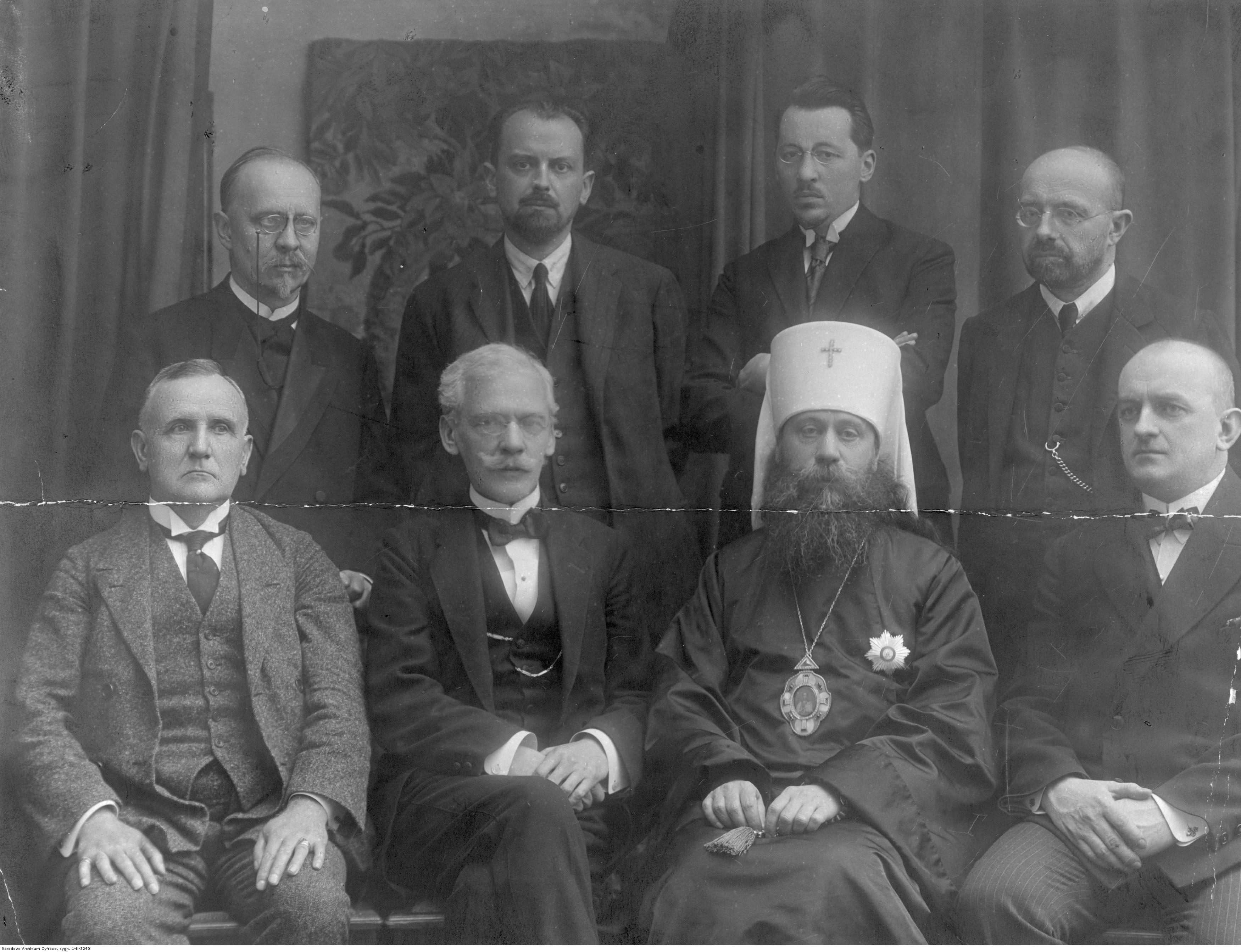
Komisja organizacyjna studium teologii prawosławnej 1924–1925, Koschembahr-Łyskowski siedzi pierwszy od lewej

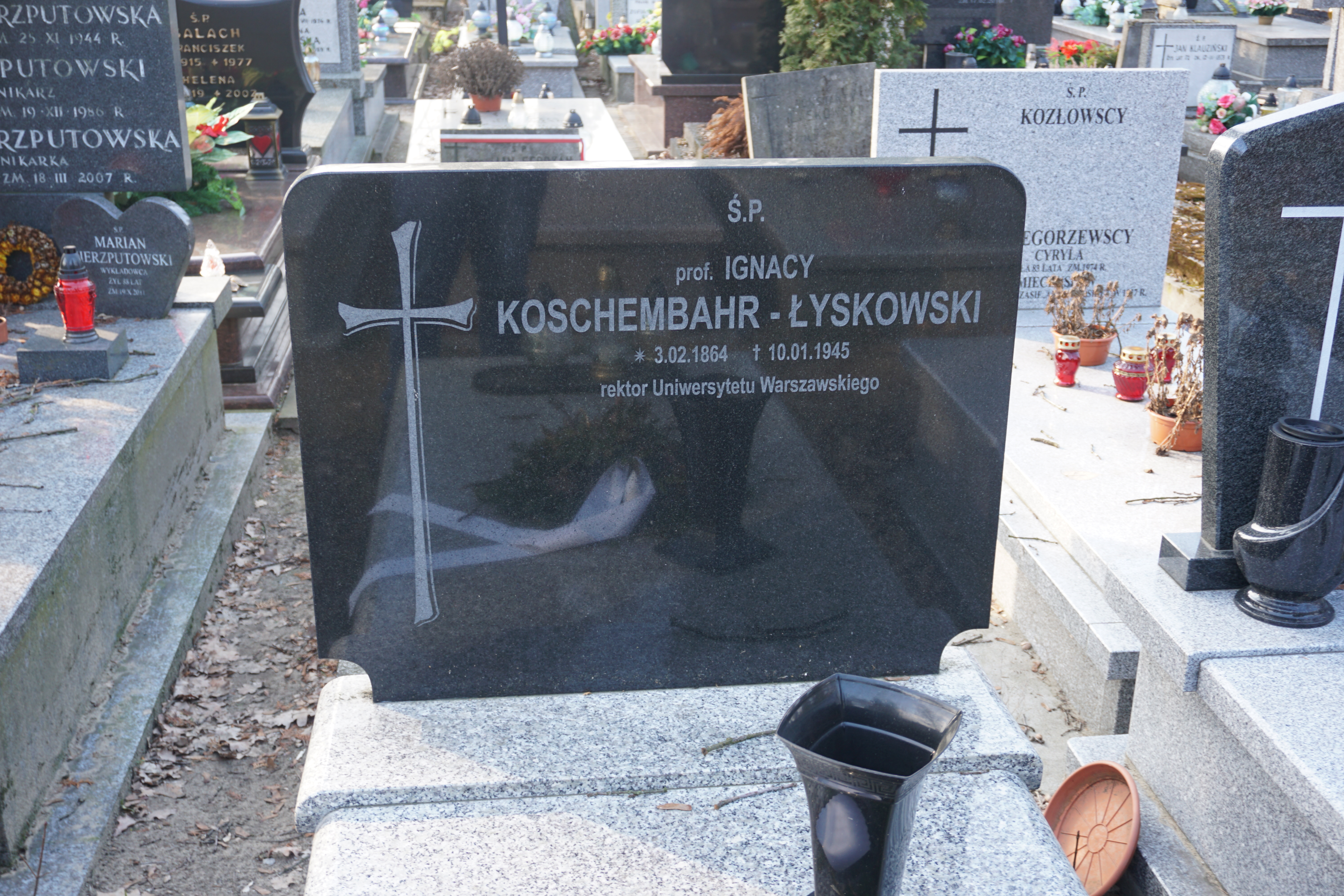
Grób profesora Ignacego Koschembahra-Łyskowskiego na cmentarzu w Milanówku

Ignacy Koschembahr-Łyskowski (ur. 3 lutego 1864 w Żelichowie, zm. 10 stycznia 1945 w Milanówku) – polski prawnik cywilista, romanista, członek Komisji Kodyfikacyjnej II Rzeczypospolitej, profesor doktor habilitowany, rektor Uniwersytetu Warszawskiego (1923–1924).

## Życiorys
Urodził się 3 lutego 1864 roku na Pomorzu, w Żelichowie, w ziemiańskiej rodzinie Mateusza, właściciela majątku Żelichowo, i Marii Malwiny z Poleskich. W 1884 roku ukończył z odznaczeniem gimnazjum w Chojnicach. Studiował prawo na Uniwersytecie w Berlinie. Szczególnie interesował się prawem rzymskim i przedmiotami historyczno-prawnymi. W rok po ukończeniu studiów, w 1888 roku uzyskał stopień doktora praw. Rozpoczął pracę zawodową jako referendarz Najwyższego Trybunału w Berlinie. Habilitował się prawdopodobnie w 1894 roku. 1 kwietnia 1895 roku uzyskał tytuł profesora nadzwyczajnego prawa rzymskiego Uniwersytetu we Fryburgu w Szwajcarii, tam też pewien czas był dziekanem Wydziału Prawa, 1 stycznia 1897 roku został tamże profesorem zwyczajnym. 1 października 1900 roku objął katedrę prawa rzymskiego na Uniwersytecie Lwowskim, gdzie też od 1908 roku pełnił funkcję dziekana Wydziału Prawa. W 1910 roku został członkiem korespondentem Polskiej Akademii Umiejętności w Krakowie, a od 1914 roku – członkiem Towarzystwa Naukowego Warszawskiego.
1 lutego 1915 roku objął kierownictwo katedry na Uniwersytecie Warszawskim. Na uczelni tej w latach 1923–1924 pełnił funkcję rektora, a w kolejnym roku – funkcję prorektora. W pracach Komisji Kodyfikacyjnej był autorem jednego z projektów prawa zobowiązań, uczestniczył też w pracach podkomisji prawa rodzinnego i spadkowego, był wiceprezydentem Komisji. Reprezentował Polskę w wielu międzynarodowych organizacjach prawniczych. W 1930 roku uzyskał tytuł doktora honoris causa Uniwersytetu Wileńskiego, a w 1934 roku uniwersytetu w Nancy.
W latach 20. i 30. XX wieku mieszkał w Domu Profesorów przy ul. Nowy Zjazd 5 w Warszawie. Należał do Stowarzyszenia Mieszkaniowego Spółdzielczego Profesorów Uniwersytetu Warszawskiego. Od 31 sierpnia 1935 roku przeszedł w stan spoczynku.
W czasie II wojny światowej mieszkał w Milanówku, opracowywał statut federacji państw środkowej Europy.
Od 1902 roku był mężem Stefanii z Przyłuskich, z którą miał córkę Marię Ludwikę i syna Józefa Marię, prawników.
Zmarł 10 stycznia 1945 roku w Milanówku, i tam został pochowany. Grób symboliczny znajduje się na cmentarzu Powązkowskim (kwatera 345-3-6).

## Ordery i odznaczenia
- Krzyż Komandorski Orderu Odrodzenia Polski (30 kwietnia 1925)[4]

## Niektóre prace
- Faiumskie zwoje papyrusowe (1897),
- O pojęciu własności i źródłach prawa (1902),
- Dwa nowe opracowania rzymskiego prawa prywatnego (1908–1909),
- Pojęcie prawa (1911),
- Stanowisko prawa rzymskiego w powszechnej ustawie cywilnej (1911),
- Procedura cywilna rzymska (1912),
- Historia prawa na zachodzie Europy (1923),
- Czynnik społeczny a czynnik państwowy w prawie prywatnym rzymskim (1923),
- W sprawie kodyfikacji naszego prawa cywilnego (1924),
- Cele i zadania polityki społecznej (1927).
- Przepisy ustawy a prawo w prawie cywilnym (1935).